# Воденникова
Воде́нникова (рос. Воденникова) — присілок у складі Каргапольського району Курганської області, Росія. Входить до складу Усть-Міаської сільської ради.
Населення — 7 осіб (2010, 13 у 2002).
Національний склад населення станом на 2002 рік: росіяни — 92 %.